# 羅爾巴赫河 (菲爾斯河支流)
48°38′26″N 12°51′21″E / 48.640546°N 12.855720°E
羅爾巴赫河是德國的河流，位於該國東南部，由巴伐利亞負責管轄，屬於菲爾斯河的支流，河道全長4.9公里，流域面積5.3平方公里，流經丁戈爾芬-蘭道縣。